# Stefania Staszewska
Stefania Staszewska , de soltera Szochur ( Yiddish : סטעפאַניע סטאַשעווסקאַ ; Varsovia, 1 de octubre de 1923 - 30 de septiembre de 2004) fue una reconocida actriz polaca de teatro y cine de origen judío . Desde 1971 hasta su muerte, fue miembro permanente del Teatro Judío de Varsovia .

## Biografía
Nació en Varsovia en una familia judía. Su padre, Samuel Szochur era un trabajador contratado en una tienda textil. Los Szochur vivieron sus primeros años de forma muy tranquila y felices.
Luego, asistió a la escuela secundaria Kalecka Junior High School en Nowolipki .
Durante la Segunda Guerra Mundial, estuvo en el Gueto de Varsovia . Militaba en la clandestinidad, organizaba conciertos , actuaciones infantiles, y organizaba la enseñanza clandestina entre los niños pequeños, enseñándoles, entre otros, canciones y poemas . Durante la gran acción de deportación al campo de exterminio de Treblinka, perdió a su madre. Desde 1942 trabajó en el taller de Toebbens en Leszno. Participó activamente en el movimiento de resistencia : era miembro de la Organización de Lucha Judía .
En abril de 1943, después del estallido del Levantamiento del Gueto de Varsovia , terminó en la Umschlagplatz y fue transportada al campo de trabajos forzados en Poniatowa. Allí continuó su actividad artística. Después de un tiempo, escapó del campamento y se dirigió a Varsovia. Hasta la liberación de Varsovia estuvo escondida en Boernerowo, trabajando como empleada doméstica para Maria Parnowska bajo el nombre falso de Zofia Bartoszewska. Luego fue a Podhale, donde fue empleada en un orfanato en Poronin, primero como cocinera y luego como tutora.
Después del final de la guerra, fue alumna de Janusz Strachocki . Hasta 1971, actuó sucesivamente en los siguientes teatros de Varsovia: Niños de Varsovia , Nueva Varsovia , Joven Varsovia , Clásico y Rozmaitości . En 1971, se unió al Teatro Judío de Varsovia  que lleva el nombre de Ester Rachel Kamińska , donde actuó formalmente hasta 1978. A partir de ese año, hasta su muerte, colaboró muy activamente con el teatro. En 1985 fue condecorada con la Cruz de Oficial de la Orden de Polonia Restituta .
Después de 1946, publicó muchos fragmentos de sus memorias en " Folks Sztyme ".
Después de su muerte, de acuerdo con su última voluntad, su cuerpo fue incinerado y sus cenizas fueron esparcidas por los terrenos del campo de Treblinka .

## Trabajos
Ha aparecido en varias películas y obras de teatro en Polonia.

### Actriz de Teatro
Como actriz en el Teatro Judío de Varsovia 
- 2004: Między dniem a nocą
- 1999: Joszke Muzykant
- 1997: Ballada o brunatnym teatrze
- 1995: Uriel Akosta
- 1994: Swat w zielonym szaliku
- 1993: My Żydzi polscy
- 1990: Dybuk
- 1990: Ballada o ślubnym welonie
- 1986: Pieśń o zamordowanym...
- 1985: Wielka wygrana
- 1984: Sen o Goldfadenie
- 1981: Poszukiwacze złota
- 1980: Jakub i Ezaw
- 1978: Planeta Ro
- 1977: W noc zimową
- 1977: Spadkobiercy
- 1976: Dwaj Kunie-Lemł
- 1976: Bóg, człowiek i diabeł
- 1976: Zmierzch
- 1975: Dzban pełen słońca
- 1973: Dybuk
- 1972: Było niegdyś miasteczko
- 1972: Wielka wygrana